# Nikolai Platonowitsch Sarubajew

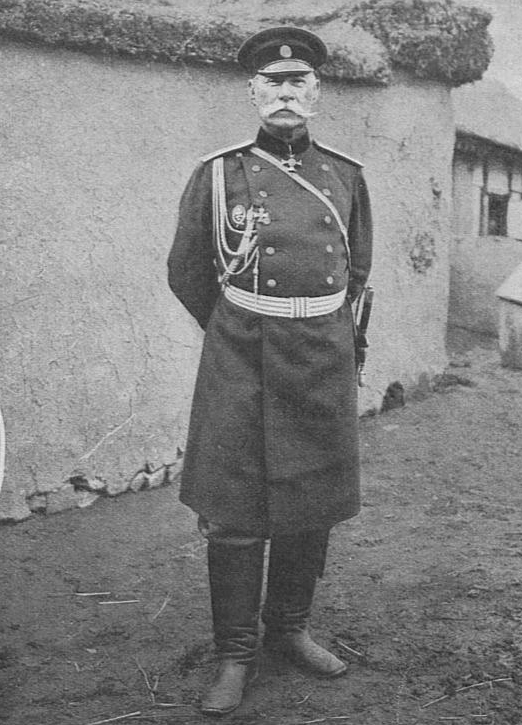
Nikolai Platonowitsch Sarubajew, 1905

Nikolai Platonowitsch Sarubajew (russisch Никола́й Плато́нович Заруба́ев; wissenschaftliche Transliteration Nikolaj Platonovič Zarubaev, * 1843; † 28. Maijul. / 10. Juni 1912greg. in Kislowodsk) war ein General in der Kaiserlich Russischen Armee.

## Biographie
Nikolai Sarubajew wurde 1843 geboren. Er schloss 1863 ein Studium am Konstantinowski Militär Kolleg und 1870 an der Generalstabsakademie ab.
In den Folgejahren war er in diversen Divisionsstäben eingesetzt und wurde schließlich zum Generalstabschef ernannt. 1899 wurde Sarubajew zum Generalleutnant befördert. Ein Jahr später wurde er zum Befehlshaber der 9. Infanteriedivision und anschließend zum Vertreter des Sibirischen Militärdistrikts ernannt.
Bei Ausbruch des Russisch-Japanischen Krieges kommandierte er von Februar 1904 bis September 1905 das 4. Sibirisches Armeekorps. Nach der Schlacht von Te-li-ssu übernahm er auch den Befehl über die südlichen Kräfte der Mandschurischen Armee. Er nahm an den Schlachten von Tashihchiao, Liaoyang, Shaho und Mukden teil.
Nach dem Krieg wurde er zum Generaladjutant und Generalinspekteur der Infanterie ernannt. 1909 erfolgte die Ernennung zum Kommandeur des Odessa Militärdistrikts.
Er starb am 10. Juni 1912.

## Auszeichnungen
- Russischer Orden des Heiligen Georg, 4. Klasse,
- Goldenes Schwert für Tapferkeit

## Notizen
1. ↑  Kowner, S. 435
2. ↑  Kowner, S. 436

| Personendaten    | Personendaten                           |
| ---------------- | --------------------------------------- |
| NAME             | Sarubajew, Nikolai Platonowitsch        |
| ALTERNATIVNAMEN  | Заруба́ев, Никола́й Плато́нович (russisch) |
| KURZBESCHREIBUNG | kaiserlich-russischer General           |
| GEBURTSDATUM     | 1843                                    |
| STERBEDATUM      | 10. Juni 1912                           |
| STERBEORT        | Kislowodsk                              |